# Žuta ivica
Žuta ivica (lat. Ajuga chamaepitys), jednogodišnja do dvogodišnja raslinja iz porodice medićevki. Rasprostranjena je od zapadne Europe do središnje Azije i sjeverozapadnoj Africi.
Žuta ivica raste i u Hrvatskoj, uključujući i dvije od 14 njezinih podvrsta, A. chamaepitys subsp. chamaepitys i A. chamaepitys subsp. chia (Schreb.) Arcang.